# 塞勒弗鲁安
塞勒弗鲁安（法語：Cellefrouin，法語發音：[sɛlfʁuɛ̃]）是法国夏朗德省的一个市镇，属于孔福朗区。

## 地理
塞勒弗鲁安（45°53'28"N, 0°23'27"E）面积40.09 平方千米，位于法国新阿基坦大区夏朗德省，该省份为法国西部内陆省份，北起德塞夫勒省和维埃纳省，东临上维埃纳省，东南至多尔多涅省，南至多爾多涅省，西接滨海夏朗德省。
与塞勒弗鲁安接壤的市镇（或旧市镇、城区）包括：索内特河畔博略、博尼约尔河畔沙斯讷伊、吕萨克、帕尔扎克、圣克洛、拉塔什、瓦朗克、旺图斯、圣马里。

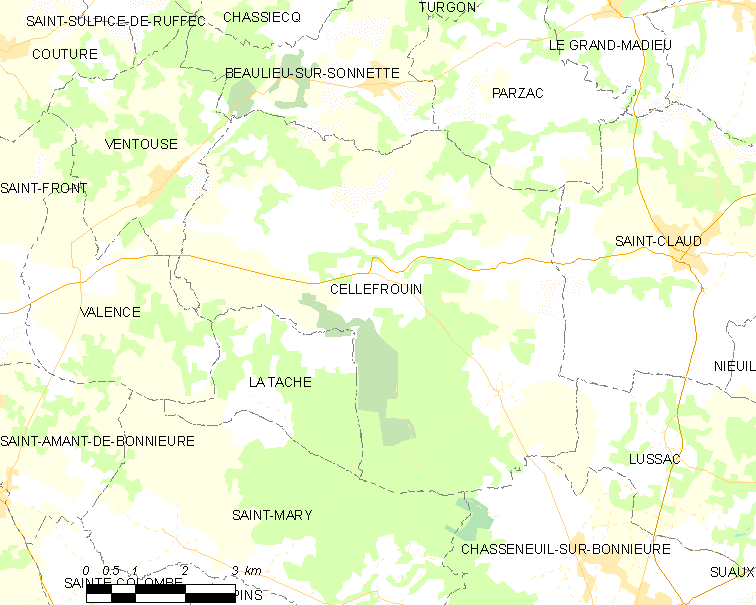
塞勒弗鲁安的OSM定位图

塞勒弗鲁安的时区为UTC+01:00、UTC+02:00（夏令时）。

## 行政
塞勒弗鲁安的邮政编码为16260，INSEE市镇编码为16068。

## 政治
塞勒弗鲁安所属的省级选区为布瓦克斯-芒卢瓦县。

## 人口

1962-2008年间塞勒弗鲁安人口变化图示

塞勒弗鲁安于2022年1月1日时的人口数量为579人。